# Miecislaus Ritter von Siemuszowa-Pietruski
Miecislaus Ritter von Siemuszowa-Pietruski (Lemberg, 8. prosinca 1848. – Pula, 27. rujna 1905.), austrougarski kontraadmiral. U činu kapetana fregate zapovjedao SMS Cyclopom. Oženio se za Ottilie Schriker.
Godine 1866. sudjelovao je u Viškom boju na oklopnoj fregati Drache. U činu kapetana bojnoga broda (Linienschiffskapitän) imenovan je 1903. godine zapovjednikom Arsenala (Arsenalskommandant). Zastavni časnik na SMS Habsburgu postao je 26. rujna 1904. godine. Umro je u Puli, gdje je i pokopan na Mornaričkome groblju.

## Više informacija
- Austrougarska ratna mornarica